# Lasioglossum bhutanicum
Lasioglossum bhutanicum är en biart som beskrevs av Ebmer 1998. Lasioglossum bhutanicum ingår i släktet smalbin, och familjen vägbin. Inga underarter finns listade i Catalogue of Life.